# Wakhan (huyện)
Wakhan là một huyện thuộc tỉnh Badakhshan, Afghanistan. Dân số thời điểm năm 1999 là 13,164 người.